# Laghi Alimini
I laghi Alímini o anticamente anche laghi di Límini sono due laghi pugliesi situati a nord della città di Otranto, in provincia di Lecce. I due laghi sono collegati da un canale, denominato lu Strittu. L'appellativo del luogo deriva dal nome greco antico e bizantino λίμνη (traslitterato límnē), che tradotto in italiano significa lago, palude o bacino.

## Caratteristiche

Panorama del Lago Alimini Grande al tramonto

Alimini Grande è stato generato dalla continua erosione del mare, e si estende in lunghezza per circa 2,5 km e ha una profondità di circa 4 metri.
Il bacino di Alimini Grande è circondato quasi completamente da una fascia rocciosa, riccamente ricoperta da folte pinete e macchia mediterranea. Il tratto settentrionale, chiamato Palude Traguano, è pressoché basso e sabbioso; qui sono presenti numerose sorgenti, fra cui la principale chiamata Zudrea che alimenta il lago insieme con il mare. La percentuale di salinità del lago è quasi dello stesso valore di quella del mare, perché appunto, il mare confluisce in esso. I fondali del lago sono ricchi di molluschi e una gran parte del fondale è ricco di Ruppia maritima.
Alimini Piccolo è generato da numerose sorgenti di acqua dolce, ed è chiamato anche Fontanelle. Si estende in lunghezza per circa 2 km e la profondità non supera i 2 metri. Il lago, che ha sponde basse e pianeggianti, viene alimentato dalla falda freatica del canale Rio Grande che a sua volta è generato dalle numerose sorgenti presenti presso la vicina Serra di Montevergine. Le acque del lago sono quasi sempre dolci, ma durante la stagione estiva, con il fenomeno di evaporazione delle acque, il lago tende a diventare salino.

## Flora e fauna
La vegetazione intorno ai due bacini d'acqua è ricchissima e si possono ammirare varie specie di piante, fra cui la rarissima orchidea di palude (Anacamptis palustris), la castagna d'acqua (Trapa natans), una specie in via di estinzione in Italia, formata da grossi frutti della stessa sembianza della castagna, e l'erba vescica (Utricularia vulgaris), una pianta carnivora, dotata di minuscoli pettini che, appena sono toccati da insetti, aprono delle vesciche che aspirano al proprio interno le prede. Importante la presenza della periploca maggiore, specie a rischio di estinzione.

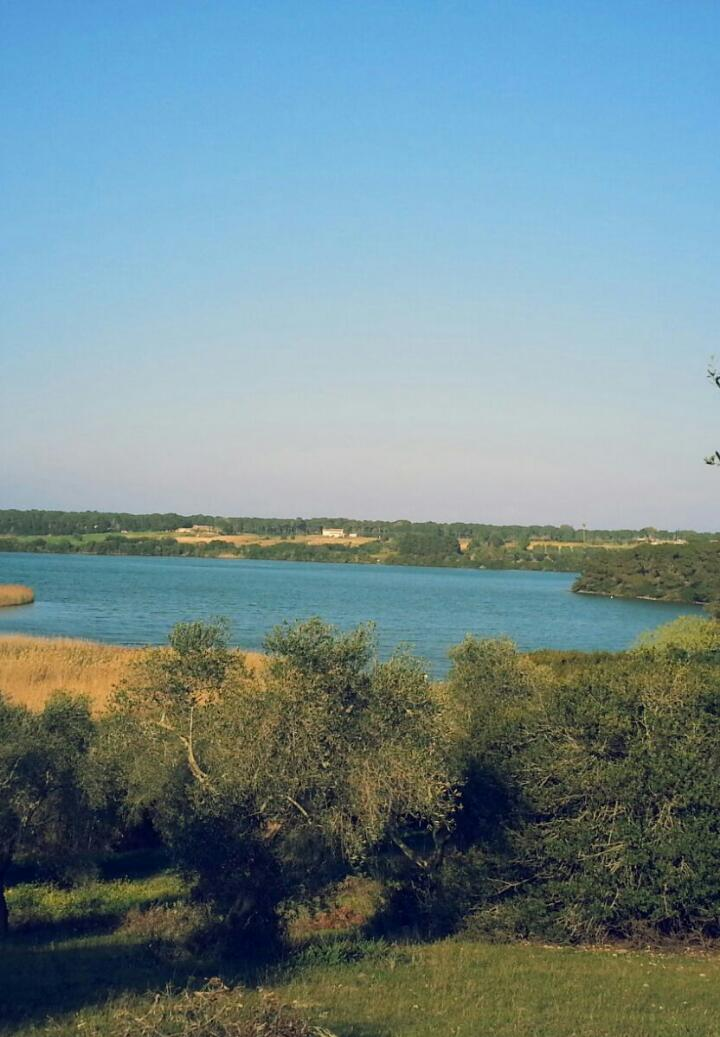
Veduta Laghi Alimini

I laghi sono inoltre habitat importante per numerosi animali fra i quali folaghe e moriglioni.
Molto ricca l'avifauna della riserva, costituita da specie migratorie come la cicogna bianca, il fenicottero, dalle gru e dalle oche selvatiche e da alcuni gruppi di cigni. Altri uccelli acquatici sono il germano reale, lo svasso, la marzaiola, la folaga, la gallinella d'acqua e il cavaliere d'Italia. Presenti anche specie di rapaci come le albanelle e i falchi di palude, i gheppi, i nibbi, i falconi pellegrini, le poiane e le aquile imperiali e le aquile del Bonelli. Presenti anche rapaci notturni come il gufo reale, il gufo comune, l'allocco, la civetta e il barbagianni
Nei boschi che circondano i laghi è possibile trovare un'avifauna altrettanto ricca, costituita da fringuelli, tordi, storni, merli, scriccioli, usignoli e picchi. Comuni anche il fagiano e la quaglia. I laghi permettono la vita anche di numerosi rettili, come la testuggine d'acqua e di terra, bisce d'acqua, del cervone, della vipera comune e del colubro leopardino. Molto comuni sono i rospi, che spesso raggiungono notevoli dimensioni grazie alla generosa quantità di cibo, le rane, le salamandre e il tritone italico.
I mammiferi più comuni sono quelli più tipici del bioma mediterraneo, quali i roditori come i topi campestri, i ghiri, i moscardini, i conigli selvatici e il topo quercino.
Molto comuni sono anche i tassi, le donnole, le faine, i ricci. Più difficili da vedere sono i furtivi e aggressivi gatti selvatici.
Costituiscono uno dei luoghi naturali più pregiati del Salento, con un ecosistema che ospita varie specie animali e vegetali, proposta come Sito di Importanza Comunitaria europeo (pSIC).
Tra i maggiori luoghi di pregio dell'oasi dei laghi Alimini è da segnalare sulla costa la baia dei Turchi. Selvaggia e incontaminata, è raggiungibile solo a piedi, ed è il luogo dove, secondo la leggenda, sarebbero sbarcati i guerrieri turchi nell'ambito della battaglia di Otranto del XV secolo.